# Yavas

Yavas (russo: Явас) é um pequeno assentamento urbano na Mordóvia, Rússia, com uma população de 7.964 habitantes (Censo 2002).
É o local de nascimento do cosmonauta condecorado e veterano de duas missões nas estações Mir e ISS, Vladimir Dezhurov.